# Endura Racing/Saison 2011
Dieser Artikel listet Erfolge und Mannschaft des Radsportteams Endura Racing in der Saison 2011 auf.

## Erfolge in der UCI America Tour
Bei den Rennen der UCI America Tour im Jahr 2011 gelangen dem Team nachstehende Erfolge.
| Datum      | Rennen                 | Kat. | Fahrer     |
| ---------- | ---------------------- | ---- | ---------- |
| 11. August | 2. Etappe Tour of Utah | 2.1  | Jack Bauer |

## Erfolge in der UCI Europe Tour
Bei den Rennen der UCI Europe Tour im Jahr 2011 gelangen dem Team nachstehende Erfolge.
| Datum                      | Rennen                                        | Kat. | Fahrer                |
| -------------------------- | --------------------------------------------- | ---- | --------------------- |
| 26. März                   | 7. Etappe Tour de Normandie                   | 2.2  | Alexandre Blain       |
| 21.–27. März               | Gesamtwertung Tour de Normandie               | 2.2  | Alexandre Blain       |
| 7. April                   | 2. Etappe Cinturón Ciclista a Mallorca        | 2.2  | Iker Camaño           |
| 6.–9. April                | Gesamtwertung Cinturón Ciclista a Mallorca    | 2.2  | Iker Camaño           |
| 26. April                  | 2. Etappe Tour de Bretagne                    | 2.2  | Rene Mandri           |
| 4. Juni                    | 4. Etappe Tour of Norway                      | 2.2  | Iker Camaño           |
| 26. Juni                   | Britische Meisterschaft – Straßenrennen (U23) | NC   | Scott Thwaites        |
| 7. Juli                    | 1. Etappe Czech Cycling Tour                  | 2.2  | Mannschaftszeitfahren |
| 30. September              | 1. Etappe Cinturó de l’Empordà                | 2.2  | Paul Voß              |
| 30. September – 2. Oktober | Gesamtwertung Cinturó de l’Empordà            | 2.2  | Paul Voß              |

## Zugänge – Abgänge
| Zugänge              | Team 2010                        | Abgänge        | Team 2011               |
| -------------------- | -------------------------------- | -------------- | ----------------------- |
| René Mandri          | AG2R La Mondiale                 | Jason Christie | Marco Polo Cycling Team |
| Paul Voß             | Team Milram                      | James McCallum | Rapha Condor-Sharp      |
| Maarten de Jonge     | Cyclingteam Jo Piels             | Ross Creber    | Unbekannt               |
| Jack Anderson        | Team Sprocket                    | Alexander King | Unbekannt               |
| Alexander Wetterhall | Team Sprocket                    | David Lines    | Unbekannt               |
| David Clarke         | Endurasport.com-Principia (2003) |                |                         |
| Chris Pritchard      | Neoprofi                         |                |                         |

## Mannschaft
| Name                 | Geburtstag         | Nationalität           |
| -------------------- | ------------------ | ---------------------- |
| Jack Anderson        | 2. Juni 1987       | Australien             |
| Jack Bauer           | 7. April 1985      | Neuseeland             |
| Alexandre Blain      | 7. März 1981       | Frankreich             |
| Iker Camaño          | 14. März 1979      | Spanien                |
| David Clarke         | 20. Mai 1979       | Vereinigtes Königreich |
| Robert Hayles        | 21. Januar 1973    | Vereinigtes Königreich |
| Maarten de Jonge     | 9. März 1985       | Niederlande            |
| René Mandri          | 20. Januar 1984    | Estland                |
| James Moss           | 11. Februar 1985   | Vereinigtes Königreich |
| Evan Oliphant        | 8. Januar 1982     | Vereinigtes Königreich |
| Robert Partridge     | 11. September 1985 | Vereinigtes Königreich |
| Chris Pritchard      | 2. Januar 1983     | Vereinigtes Königreich |
| Scott Thwaites       | 12. Februar 1990   | Vereinigtes Königreich |
| Paul Voß             | 26. März 1986      | Deutschland            |
| Alexander Wetterhall | 12. April 1986     | Schweden               |
| Callum Wilkinson     | 12. August 1988    | Vereinigtes Königreich |
| Ian Wilkinson        | 14. April 1979     | Vereinigtes Königreich |

## Platzierungen in UCI-Ranglisten
UCI America Tour 2011
|      | Fahrer               | Punkte |
| ---- | -------------------- | ------ |
| 164. | Jack Bauer           | 16     |
| 234. | Alexander Wetterhall | 10     |
| 385. | Paul Voß             | 2      |

UCI Asia Tour 2011
|     | Fahrer        | Punkte |
| --- | ------------- | ------ |
| 76. | Ian Wilkinson | 40     |

UCI Europe Tour 2011
|       | Fahrer               | Punkte |
| ----- | -------------------- | ------ |
| 94.   | Alexandre Blain      | 133    |
| 111.  | Iker Camaño          | 118    |
| 127.  | René Mandri          | 108    |
| 179.  | Paul Voß             | 88     |
| 364.  | Jack Bauer           | 44     |
| 640.  | Alexander Wetterhall | 19     |
| 805.  | Ian Wilkinson        | 11     |
| 820.  | Maarten de Jonge     | 10     |
| 820.  | Jack Anderson        | 10     |
| 1064. | Evan Oliphant        | 5      |
| 1139. | David Clarke         | 3      |
| 1139. | Robert Partridge     | 3      |

UCI Oceania Tour 2011
|     | Fahrer        | Punkte |
| --- | ------------- | ------ |
| 40. | Jack Anderson | 4      |